# Hr.Ms. Banckert (1980)
Hr.Ms. Banckert (F810) was het vierde Nederlands fregat van de Kortenaerklasse. Het schip was het vijfde schip bij de Nederlandse marine dat vernoemd is naar de 17e-eeuwse Nederlandse admiraal Adriaen Banckert. Na de uit dienst name werd de Banckert net als de meeste schepen van de Kortenaerklasse verkocht aan Griekenland.
Het schip is het vierde schip met de naam Aegeon bij de Griekse marine en is vernoemd naar Egeïsche Zee. De Aegen is het derde schip van de Kortenaerklasse dat door de Griekse marine is aangekocht.